# 興濱南線
興濱南線（日语：／ Kōhinnan sen */?）曾經是一條連結北海道紋別郡興部町的興部站至同郡雄武町的雄武站，屬於日本國有鐵道（國鐵）的鐵路線（地方交通線）。
此線以濱頓別站為終點的興濱線先行開業部分，之後以全線開通為目標進行延伸工程。但是1980年（昭和55年）施行國鐵再建法，獲指定為第1次特定地方交通線，1985年（昭和60年）7月15日全線廢除。

## 路線資料
- 管轄：日本國有鐵道
- 路段（營業距離）：興部－雄武（19.9公里）
- 站數：6個（包括起點站。車站4個，臨時乘降場2個）
- 複線路段：沒有（全線單線）
- 電氣化路段：沒有（全線非電氣化（日语：非電化））
- 閉塞方式：Tablet閉塞式
可交會車站：沒有（全線1閉塞）

## 車站列表
接續路線的公司名、車站所在地以廢除時為準。所有車站都位於北海道網走支廳管內。
| 中文站名           | 日文站名 | 英文站名 | 站間距離 | 營業距離 | 接續路線               | 所在地       |
| ------------------ | -------- | -------- | -------- | -------- | ---------------------- | ------------ |
| 興部               |          |          | -        | 0.0      | 日本國有鐵道：名寄本線 | 紋別郡興部町 |
| 澤木               |          |          | 8.3      | 8.3      |                        | 紋別郡雄武町 |
| 元澤木臨時乘降場   |          | /        | -        | (10.3)   |                        | 紋別郡雄武町 |
| 榮丘               |          |          | 5.1      | 13.4     |                        | 紋別郡雄武町 |
| 雄武共榮臨時乘降場 |          | /        | -        | (16.2)   |                        | 紋別郡雄武町 |
| 雄武               |          |          | 6.5      | 19.9     |                        | 紋別郡雄武町 |

※臨時乘降場沒有設定營業距離。括弧內記載的是實際距離。

## 延伸閱讀
- . 興部町. 1993.
- . 雄武町. 2006.